# Michael Walchhofer
Michael Walchhofer (* 28. April 1975 in Radstadt) ist ein ehemaliger österreichischer Skirennläufer. Er wurde 2003 Weltmeister im Abfahrtslauf und gewann dreimal die Weltcupwertung in dieser Disziplin. Ebenfalls erfolgreich war er in den Disziplinen Super-G und Kombination. Er gewann 19 Weltcuprennen, eine olympische Silbermedaille und vier Weltmeisterschaftsmedaillen. Von 2013 bis 2021 war er Vizepräsident des Österreichischen Skiverbandes.

## Biografie

### Skisport
Erste internationale Erfolge feierte Walchhofer in der Saison 1998/99 mit dem Gewinn der Gesamtwertung des Europacups sowie der Spezialwertung für den Slalom. Sein erstes Weltcup-Rennen bestritt er am 6. Jänner 1999 im slowenischen Kranjska Gora. Ursprünglich galt er als Slalomtalent, im Laufe seiner Karriere entwickelte er sich aber immer mehr zum Abfahrtsspezialisten. Im Jahr 1999 nahm er auch erstmals an Skiweltmeisterschaften teil. In Vail/Beaver Creek wurde er in der Alpinen Kombination auf Anhieb Sechster. In seiner damaligen Spezialdisziplin, dem Slalom, schied er im ersten Durchgang aus.
Vier Jahre später feierte Walchhofer bei den Weltmeisterschaften 2003 in St. Moritz den größten Erfolg seiner Karriere. Wohl hatte er kurz zuvor durch den Sieg in der Kombination in Kitzbühel seinen ersten Weltcuperfolg geschafft; in Weltcup-Abfahrten war er noch sieglos gewesen, doch mit vier zweiten Plätzen in der laufenden Saison kam sein Titel im Abfahrtslauf, in dem er mit Start-Nr. 31 gestartet war und mit einem Vorsprung von 51 Hundertstelsekunden auf den Norweger Kjetil André Aamodt gewann, nur bedingt überraschend. Erst am 29. November 2003 realisierte er in der Abfahrt von Lake Louise in dieser Disziplin seinen ersten Sieg. Im Auftaktrennen der Weltmeisterschaften 2005 in Bormio errang Walchhofer im Super-G hinter dem US-Amerikaner Bode Miller die Silbermedaille. In der Abfahrt wurde er wegen eines Materialfehlers (ein in der Piste liegender Stein hatte seinen Schi beschädigt) als Titelverteidiger und großer Favorit nur Dritter. Im Team-Wettbewerb gewann er ebenfalls eine Silbermedaille. Am 12. Februar 2006 gewann der Salzburger bei den Olympischen Winterspielen mit der Silbermedaille in der Abfahrt sein einziges olympisches Edelmetall.
Bei den Weltmeisterschaften 2007 und 2009 ging Walchhofer, obwohl stets als Favorit gehandelt, sowohl in der Abfahrt, als auch im Super-G leer aus. Für Aufsehen sorgte er bei der WM 2009 in Val-d’Isère aber dennoch. Nachdem sein Start trotz Startstopps aufgrund von schlechter Sicht freigegeben wurde und Walchhofer Rang 12 belegt hatte, legte der ÖSV Protest ein und Walchhofer durfte ein zweites Mal an den Start. Da die besagte WM-Abfahrt als die konditionell anstrengendste der gesamten Saison galt, ist die Leistung, dass der Österreicher bei seinem zweiten Lauf auf Rang 9 fuhr, nicht hoch genug einzuschätzen. Seine Konkurrenten zollten Walchhofer, als er ins Ziel kam, Respekt. Walchhofers Teamkollege Hermann Maier etwa meinte, Walchhofer hätte sich nicht die goldene, sondern die Diamantmedaille verdient. Allerdings wurde letztlich diese neuerliche Starterlaubnis nach Studium aller Funksprüche zurückgenommen, so dass doch nur der 12. Rang gewertet wurde.
Walchhofer gewann in seiner Karriere 19 Weltcuprennen und stand insgesamt 49 Mal am Podium. In den Saisons 2004/05, 2005/06 und 2008/09 gewann er die Abfahrts-Weltcupwertung. Er ist der erste Skirennläufer, der zwei Doppelabfahrten für sich entschied (18./19. Februar 2005 in Garmisch-Partenkirchen und 28./29. Dezember 2006 in Bormio). Mit seinem Sieg in Lake Louise am 27. November 2010 wurde Walchhofer mit 35 Jahren und 7 Monaten zum bis dahin ältesten Sieger einer Weltcupabfahrt, eine Altersgrenze, welche er mit seinem Sieg in Bormio am 29. Dezember noch weiter erhöhte. Am 22. Jänner 2011 holte sich der vorherige Rekordhalter Didier Cuche mit 36 Jahren und 6 Monaten durch den Sieg in der Hahnenkammabfahrt von Kitzbühel diesen Rekord wieder zurück. Walchhofer beendete seine Karriere am 16. März 2011 mit 35 Jahren und 10 Monaten, nachdem er 4 Tage zuvor seinen letzten Abfahrtssieg in Kvitfjell gefeiert hatte.
In seiner Abschieds-Saison 2010/11 hatte Walchhofer bis zuletzt Chancen auf den Gewinn seiner vierten Abfahrts-Kristallkugel. Er kam als Führender in der Abfahrtswertung zum Weltcupfinale nach Lenzerheide, wo er von Didier Cuche noch abgefangen wurde und seine letzte Abfahrts-Weltcupwertung mit 12 Punkten Rückstand als Zweiter beendete.

### Berufliche Karriere
Im Mai 2011, nach Abschluss seiner sportlichen Karriere, wurde Michael Walchhofer Aktionär und Aufsichtsratsmitglied der in Linz angesiedelten KMU Akademie & Management AG, die Schulungsprogramme für MBA, BSc, DBA etc. in der Erwachsenenbildung anbietet. Dort absolvierte er selbst ein Fernstudium als MBA, das er im März 2013 mit der Masterthesis zum Thema „Alpine Skiweltcupveranstaltungen im deutschsprachigen Alpenraum als Motor für die wirtschaftlich/touristische Entwicklung der jeweiligen Veranstaltungsorte“ abschloss.
Im Juni 2013 wurde er zum Vizepräsidenten des Österreichischen Skiverbandes ernannt und 2014 bestätigt. Im Juni 2021 wurde sein Rückzug aus dem ÖSV-Präsidium bekannt.
Walchhofer ist gemeinsam mit seinem Bruder Rupert geschäftsführender Gesellschafter der Zauchensee Walchhofer GmbH, welcher die Hotels Zauchenseehof, Zauchensee Zentral und Sportwelt in Altenmarkt im Pongau angehören.
Für die ÖVP vertrat Walchhofer den Bereich Sport in einer der Untergruppen der Koalitionsverhandlungen mit der FPÖ zur Regierungsbildung nach der Nationalratswahl 2017.
Er hat mit seiner Frau Barbara eine Tochter und Zwillingssöhne.

## Erfolge

### Olympische Spiele
- Salt Lake City 2002: DNF Kombination
- Turin 2006: 2. Abfahrt, DNF Kombination
- Vancouver 2010: 10. Abfahrt, 21. Super-G

### Weltmeisterschaften
- Vail 1999: 6. Kombination, DNF Slalom
- St. Moritz 2003: 1. Abfahrt
- Bormio 2005: 2. Super-G, 2. Team-Wettbewerb, 3. Abfahrt, 4. Kombination
- Åre 2007: 15. Abfahrt, DNF Super Kombination
- Val-d’Isère 2009: 12. Abfahrt, 13. Super-G
- Garmisch-Partenkirchen 2011: 7. Abfahrt, 11. Super-G

### Weltcupwertungen
| Saison  | Gesamt | Gesamt | Abfahrt | Abfahrt | Super-G | Super-G | Riesenslalom | Riesenslalom | Slalom | Slalom | Kombination | Kombination | Parallel | Parallel |
| Saison  | Platz  | Punkte | Platz   | Punkte  | Platz   | Punkte  | Platz        | Punkte       | Platz  | Punkte | Platz       | Punkte      | Platz    | Punkte   |
| ------- | ------ | ------ | ------- | ------- | ------- | ------- | ------------ | ------------ | ------ | ------ | ----------- | ----------- | -------- | -------- |
| 1998/99 | 81.    | 44     | -       | -       | -       | -       | -            | -            | 31.    | 44     | -           | -           | -        | -        |
| 1999/00 | 58.    | 120    | -       | -       | -       | -       | -            | -            | 23.    | 120    | -           | -           | -        | -        |
| 2000/01 | 43.    | 179    | 42.     | 29      | -       | -       | -            | -            | 24.    | 70     | 2.          | 80          | -        | -        |
| 2001/02 | 23.    | 355    | 9.      | 295     | -       | -       | -            | -            | -      | -      | 5.          | 60          | -        | -        |
| 2002/03 | 9.     | 600    | 3.      | 430     | 41.     | 18      | 38.          | 26           | 40.    | 26     | 2.          | 100         | -        | -        |
| 2003/04 | 7.     | 828    | 5.      | 503     | 5.      | 243     | -            | -            | -      | -      | 5.          | 82          | -        | -        |
| 2004/05 | 4.     | 1012   | 1.      | 681     | 5.      | 265     | 25.          | 60           | 57.    | 6      | -           | -           | -        | -        |
| 2005/06 | 5.     | 855    | 1.      | 522     | 18.     | 112     | 37.          | 21           | -      | -      | 2.          | 200         | -        | -        |
| 2006/07 | 16.    | 498    | 5.      | 370     | 21.     | 75      | 33.          | 22           | -      | -      | 26.         | 31          | -        | -        |
| 2007/08 | 14.    | 522    | 3.      | 407     | 18.     | 115     | -            | -            | -      | -      | -           | -           | -        | -        |
| 2008/09 | 8.     | 647    | 1.      | 470     | 6.      | 162     | -            | -            | -      | -      | 32.         | 15          | -        | -        |
| 2009/10 | 10.    | 594    | 6.      | 260     | 2.      | 316     | -            | -            | -      | -      | 33.         | 18          | -        | -        |
| 2010/11 | 5.     | 727    | 2.      | 498     | 4.      | 214     | -            | -            | -      | -      | -           | -           | 9.       | 15       |

### Weltcupsiege
19 Weltcupsiege (14 × Abfahrt, 3 × Super-G, 1 × Super-Kombination, 1 × Kombination)
| #   | Datum             | Ort                    | Land        | Disziplin         |
| --- | ----------------- | ---------------------- | ----------- | ----------------- |
| 1.  | 26. Jänner 2003   | Kitzbühel              | Österreich  | Kombination       |
| 2.  | 29. November 2003 | Lake Louise            | Kanada      | Abfahrt           |
| 3.  | 17. Dezember 2004 | Gröden                 | Italien     | Super-G           |
| 4.  | 15. Jänner 2005   | Wengen                 | Schweiz     | Abfahrt           |
| 5.  | 18. Februar 2005  | Garmisch-Partenkirchen | Deutschland | Abfahrt           |
| 6.  | 19. Februar 2005  | Garmisch-Partenkirchen | Deutschland | Abfahrt           |
| 7.  | 10. Dezember 2005 | Val-d’Isère            | Frankreich  | Abfahrt           |
| 8.  | 11. Dezember 2005 | Val-d’Isère            | Frankreich  | Super-Kombination |
| 9.  | 21. Jänner 2006   | Kitzbühel              | Österreich  | Abfahrt           |
| 10. | 28. Dezember 2006 | Bormio                 | Italien     | Abfahrt           |
| 11. | 29. Dezember 2006 | Bormio                 | Italien     | Abfahrt           |
| 12. | 30. November 2007 | Beaver Creek           | USA         | Abfahrt           |
| 13. | 15. Dezember 2007 | Gröden                 | Italien     | Abfahrt           |
| 14. | 20. Dezember 2008 | Gröden                 | Italien     | Abfahrt           |
| 15. | 12. Dezember 2009 | Val-d’Isère            | Frankreich  | Super-G           |
| 16. | 27. November 2010 | Lake Louise            | Kanada      | Abfahrt           |
| 17. | 17. Dezember 2010 | Gröden                 | Italien     | Super-G           |
| 18. | 29. Dezember 2010 | Bormio                 | Italien     | Abfahrt           |
| 19. | 12. März 2011     | Kvitfjell              | Norwegen    | Abfahrt           |

### Europacup
- 1. Platz in der Gesamtwertung: 1998/99
- 1. Platz in der Slalomwertung: 1998/99

Europacupsiege
| Datum             | Ort           | Land      | Disziplin |
| ----------------- | ------------- | --------- | --------- |
| 25. Jänner 1997   | Sestriere     | Italien   | Abfahrt   |
| 14. Dezember 1998 | Welschnofen   | Italien   | Slalom    |
| 8. Jänner 1999    | Kranjska Gora | Slowenien | Slalom    |
| 28. Februar 1999  | Kiruna        | Schweden  | Slalom    |
| 3. März 2000      | Tonalepass    | Italien   | Abfahrt   |

### Weitere Erfolge
- Österreichischer Meister in der Abfahrt 2000
- 7 Siege in FIS-Rennen

## Auszeichnungen (Auszug)
- 2003: Goldenes Ehrenzeichen für Verdienste um die Republik Österreich